# Jamie Sives
Jamie Sives (Lochend, 14 aprile 1973) è un attore scozzese.

## Biografia
Jamie Sives nasce a Lochend, un sobborgo di Edimburgo (Scozia).
Dichiarando di aver iniziato a recitare per la noia che gli provocavano i normali lavori, inizia ufficialmente la sua carriera cinematografica all'età di 28 con il film Mean Machine, dopo svariate apparizioni in alcune miniserie TV. Nel 2002 ottiene il ruolo di protagonista nel film Wilbur Wants to Kill Himself, per il quale si guadagna una candidatura ai British Independent Film Awards.
Nel 2009 viene contattato dal regista Danis Tanović per il ruolo di David nel film Triage, dove reciterà a fianco degli attori Colin Farrell e Christopher Lee; l'anno successivo è coinvolto nel progetto Scontro tra titani, di Louis Leterrier.

## Filmografia parziale

### Cinema
- Mean Machine, regia di Barry Skolnick (2001)
- Wilburn Wants To Kill Himself, regia di Lone Scherfig (2002)
- One Last Chance, regia di Stewart Svaasand (2004)
- On a Clear Day, regia di Gaby Dellal (2005)
- Frozen, regia di Juliet McKoen (2005)
- A Woman in Winter, regia di Richard Jobson (2006)
- Amore e altri disastri (Love and Other Disasters), regia di Alek Keshishian (2006)
- Hallam Foe, regia di David Mackenzie (2007)
- Oggi è già domani (Last Chance Harvey), regia di Joel Hopkins (2008)
- Valhalla Rising - Regno di sangue (Valhalla Rising), regia di Nicolas Winding Refn (2009)
- Triage, regia di Danis Tanović (2009)
- It's a Wonderful Afterlife, regia di Gurinder Chadha (2010)
- Scontro tra titani (Clash Of The Titans), regia di Louis Leterrier (2010)
- In viaggio con una rock star (Get Him to the Greek), regia di Nicholas Stoller (2010)
- One Day, regia di Lone Scherfig (2011)
- Rush, regia di Ron Howard (2013)
- Maleficent, regia di Robert Stromberg (2014)
- Heart of the Sea - Le origini di Moby Dick (In the Heart of the Sea), regia di Ron Howard (2015)
- A proposito di Rose (Wild Rose), regia di Tom Harper (2018)
- Intrigo - La nemica del cuore (Intrigo: Dear Agnes), regia di Daniel Alfredson (2019)

### Televisione
- Doctor Who – serie TV, episodio 2x02 (2006)
- Il Trono di Spade – serie TV, 5 episodi (2011)
- Frontiera (Frontier) – serie TV, 11 episodi (2017-2018)
- In the Dark - miniserie TV (2017)
- The Victim, regia di Niall MacCormick – miniserie TV (2019)
- Chernobyl, regia di Johan Renck – miniserie TV, puntate 1-5 (2019)
- Guilt – serie TV, 12 episodi (2019-2023)
- Annika – serie TV, 12 episodi (2021-2023)
- Shetland – serie TV, 5 episodi (2023)
- Dept. Q - Sezione casi irrisolti (Dept. Q) – serie TV, 9 episodi (2025)

## Doppiatori italiani
Nelle versioni in italiano delle opere in cui ha recitato, Jamie Sives è stato doppiato da:
- Roberto Certomà ne Il Trono di Spade, Heart of the Sea - Le origini di Moby Dick
- Stefano Alessandroni in Dept. Q - Sezione casi irrisolti
- Christian Iansante in Intrigo - La nemica del cuore
- Giorgio Locuratolo in Doctor Who
- Riccardo Scarafoni in Annika
- Antonio Palumbo in Frontiera (st. 1)
- Dario Oppido in Frontiera (st. 2)
- Massimiliano Lotti in In the Dark
- Stefano Thermes in A proposito di Rose
- Edoardo Stoppacciaro in Triage